# Christian Blum
Pour les articles homonymes, voir Blum.
Christian Blum, né le 10 mars 1987 à Neubrandenbourg, est un athlète allemand, spécialiste du sprint.
En 2007, il détient la dix-huitième performance européenne sur 100 m avec 10 s 26, réalisée le 26 mai à Weinheim (vent favorable : 1,1 m/s).

## Palmarès
- 100 m : 3e en Coupe d'Europe des nations d'athlétisme 2007, également sur 4 × 100 m.
- 4 × 100 m : or aux championnats d'Europe espoirs 2005.

| Date | Compétition                    | Lieu   | Résultat | Épreuve | Performance |
| ---- | ------------------------------ | ------ | -------- | ------- | ----------- |
| 2015 | Championnats d'Europe en salle | Prague | 2e       | 60 m    | 6 s 58      |

## Meilleures performances
- 60 m en salle : 6 s 59 	 1 	NC	Leipzig	17 février 2007
- 200 m : 20 s 85 en 2007